# Amedeo Pagani
Amedeo Pagani (Addis Abeba, 26 giugno 1941) è un produttore cinematografico e sceneggiatore italiano.

## Biografia
Inizia la sua carriera cinematografica come scrittore e sceneggiatore agli inizi degli anni settanta, diventando produttore verso la fine degli anni ottanta.
Fonda nel 2000 la Classic film, sostenendo il cinema d’autore ed intellettuale, in particolare i film di Marco Bechis (Garage Olimpo, 1999; Figli/Hijos, 2002; La terra degli uomini rossi - Birdwatchers, 2008) e di Vincenzo Marra (Tornando a casa, 2001), co-producendo 2046 di Wong Kar-Wai, varie opere di Theo Angelopoulos (con la società Storie).

## Vita privata
È stato sposato con la scrittrice Barbara Alberti, con la quale ha collaborato alla stesura di molte delle storie da lui scritte per il cinema e da cui ha avuto due figli, Malcom e Gloria Samuela.

## Filmografia

### Scrittore e sceneggiatore
- La stagione dei sensi, regia di Massimo Franciosa (1969)
- Una prostituta al servizio del pubblico e in regola con le leggi dello stato, regia di Italo Zingarelli (1970)
- Il maestro e Margherita, regia di Aleksandar Petrović (1972)
- ...più forte ragazzi!, regia di Giuseppe Colizzi (1972)
- Il portiere di notte, regia di Liliana Cavani (1974)
- Qui comincia l'avventura, regia di Carlo Di Palma (1975)
- Colpita da improvviso benessere, regia di Franco Giraldi (1975)
- Culastrisce nobile veneziano, regia di Flavio Mogherini (1976)
- Maladolescenza, regia di Pier Giuseppe Murgia (1977)
- Pensione paura, regia di Francesco Barilli (1977)
- Ernesto, regia di Salvatore Samperi (1978)
- Io sto con gli ippopotami, regia di Italo Zingarelli (1979)
- Delitto in via Teulada, regia di Aldo Lado (1980)
- La disubbidienza regia di Aldo Lado (1981)
- Il venditore di medicine, regia di Antonio Morabito (2013)
- Rimetti a noi i nostri debiti, regia di Antonio Morabito (2018)
- Vangelo secondo Maria, regia di Paolo Zucca (2023)

### Produttore
- Il frullo del passero, regia di Gianfranco Mingozzi (1988)
- Le ragioni del cuore (Wait Until Spring, Bandini), regia di Dominique Deruddere (1989)
- La domenica specialmente, registi vari (1991)
- Lo sguardo di Ulisse (Το Βλέμμα του Οδυσσέα), regia di Theo Angelopoulos (1995)
- Viaggio a titolo privato (Port Djema), regia di Eric Heumann (1997)
- Il nano rosso (Le nain rouge), regia di Yvan Le Moine (1998)
- Garage Olimpo, regia di Marco Bechis (1999)
- Tornando a casa, regia di Vincenzo Marra (2001)
- Figli/Hijos, regia di Marco Bechis (2002)
- Incantesimo napoletano, regia di Paolo Genovese e Luca Miniero (2002)
- El abrazo partido - L'abbraccio perduto (El abrazo partido), regia di Daniel Burman (2004)
- La sorgente del fiume (Trilogia: To livadi pou dakryzei), regia di Theo Angelopoulos (2004)
- 2046, regia di Wong Kar-Wai (2004)
- Derecho de familia, regia di Daniel Burman (2006)
- Fine pena mai, regia di Davide Barletti e Lorenzo Conte (2007) (prod. Fluid Video Crew)
- Senki, regia di Milčo Mančevski (2007)
- El nido vacío, regia di Daniel Burman (2008)
- La polvere del tempo (Trilogia II: I skoni tou hronou), regia di Theo Angelopoulos (2008)
- La terra degli uomini rossi - Birdwatchers, regia di Marco Bechis (2008)
- Diario di uno "scuro" (documentario), regia di Fluid Video Crew (Davide Barletti, Edoardo Cicchetti, Lorenzo Conte) (2009)
- Maga Martina e il libro magico del Draghetto (Hexe Lilli - Der Drache und das magische Buch), regia di Stefan Ruzowitzky (2009)
- Malavoglia, regia di Pasquale Scimeca (2011)
- Giochi d'estate, regia di Rolando Colla (2011)
- Maga Martina 2 - Viaggio in India (Hexe Lilli - Die Reise nach Mandolan), regia di Harald Sicheritz (2011)
- L'altro mare, regia di Theo Angelopoulos (2011) (incompiuto)
- L'arbitro, regia di Paolo Zucca (2013)
- Il venditore di medicine, regia di Antonio Morabito (2013)
- Rimetti a noi i nostri debiti, regia di Antonio Morabito (2018)
- L'uomo che comprò la Luna, regia di Paolo Zucca (2019)

## Premi e riconoscimenti

### David di Donatello
- 1996 - Nominato a miglior produttore per Lo sguardo di Ulisse (Το Βλέμμα του Οδυσσέα)
- 2000 - Miglior produttore per Garage Olimpo

### Globo d'oro
- 1991 - Miglior produttore per La domenica specialmente

### Nastro d'argento
- 2000 - Nominato a miglior produttore per Garage Olimpo
- 2002 - Nominato a miglior produttore per Incantesimo napoletano